# Peter Blos
Peter Blos (Karlsruhe, 2 febbraio 1904 – Holderness, 12 giugno 1997) è stato uno psicoanalista tedesco naturalizzato statunitense.
Si specializzò nelle problematiche psicologiche degli adolescenti e dell'adolescenza prolungata divenendo un punto di riferimento sul tema, tanto da essere soprannominato "Mr. Adolescence" (sig. Adolescenza).    

## Biografia
Durante la sua infanzia e adolescenza risentì molto dell'influenza spirituale di suo padre, un medico e filosofo aderente alle idee di Gandhi.  
Dopo aver studiato educazione all'università di Heidelberg, si laureò in biologia nel 1934 presso l'università di Vienna. Negli anni Venti fu chiamato da Anna Freud a collaborare presso la scuola da lei fondata in cui venivano applicate e sviluppate sui bambini le teorie psicoanalitiche. Blos chiamò in seguito ad unirsi presso la medesima scuola l'amico d'infanzia e collega Erik Erikson. In tale contesto Blos approfondì la sua conoscenza psicoanalitica facendo di questa il suo principale interesse e campo di ricerca sotto la guida di August Aichhorn che in quel periodo era divenuto una figura di prestigio a livello internazionale per il suo lavoro in ambito della criminologia adolescenziale.  
Emigrato negli Stati Uniti nel 1934 per sfuggire al nazismo, si stabilì dapprima a New Orleans dove insegnò in una scuola privata e quindi si trasferì a New York dove, introdotto da Aaron H. Esman, diventò membro della Società Psicoanalitica di New York. Dal 1965 divenne psicoanalista formatore.
Insegnò al Centro di Psicoanalisi della Columbia University come co-fondatore dell'Associazione di Psicoanalisi Infantile. 
Ritiratosi in pensione, si dedicò a scrivere poesie e opere di narrativa, a suonare il violino e a lavorare il legno nella sua casa di campagna nell'Holderness, New Hampshire dove morì all'età di novantatré anni a fianco della sua seconda moglie.

## Gli studi sull'adolescenza
Nel suo libro L'adolescenza. Un'interpretazione psicoanalitica, opera che gli diede fama internazionale, basandosi sulla sua vasta esperienza clinica acquisita lavorando con gli adolescenti, concettualizzò le sottofasi dell'età adolescenziale, dall'età di latenza alla post-adolescenza, un aspetto teorico che non era stato descritto fino ad allora dalla psicoanalisi di Freud. Il suo obiettivo era quello di presentare una teoria unificata dell'adolescenza introducendo una specifica psicopatologia degli adolescenti che richiedeva una tecnica psicoterapeutica particolare, diversa da quella applicata con gli adulti. 
Basandosi sul lavoro di Margaret Mahler, sviluppò un concetto chiave della psicologia dello sviluppo ovvero il secondo processo di separazione-individuazione attraverso il quale gli adolescenti cercano di definire la loro nuova identità affrancandosi dai genitori e dalla loro famiglia migrando nell'età adulta: un processo che si alterna fra il desiderio di emancipazione dai genitori e la paura regressiva che ne impedisce il distacco. Dopo la fase di latenza, delimitata da Blos approssimativamente fra i 7 e gli 11 anni, in cui si formano le basi per poter accedere alle fasi adolescenziali, l'autore identificò le ulteriori seguenti fasi:
- preadolescenza (circa dagli 11 ai 13 anni), segna la fine della fase di latenza ed è contraddistinta da un aumento delle pulsioni libidiche ed aggressive, maschi e femmine intraprendono percorsi di sviluppo psicologico diversi a questo punto;
- adolescenza (circa dai 13 ai 18 anni) come secondo processo di separazione-individuazione;
  - prima sottofase dell'adolescenza (circa dai 13 ai 15 anni) in cui il soggetto è fortemente influenzato dal gruppo dei pari ed affronta la sfida della separazione rompendo i legami con gli oggetti primari;
  - seconda sottofase dell'adolescenza (circa dai 15 ai 18 anni) in cui emergono con forza gli impulsi sessuali e forme più evolute di pensiero;
- tarda adolescenza (circa dai 18 ai 20 anni) in cui la struttura fisica si solidifica e si delineano gli interessi nelle aree del lavoro, dell'amore e dell'ideologia.

Dopo queste fasi, segue quella della postadolescenza che armonizza le varie parti della personalità dei soggetti facendoli approdare all'età adulta.

## Opere
- On adolescence: A psychoanalytic interpretation, The Free Press, 1962, New York (Trad. It.: L'adolescenza. Un'interpretazione psicoanalitica, FrancoAngeli, Milano, 1993).
- The second individuation process of adolescence. Psychoanalytic Study of the Child, 162-186, 1967.
- The concept of acting out in relation to the adolescent process. In E. Rexford (Ed.), A developmental approach to the problem of acting out (p. 153-174). New York: International Universities Press, 1978.
- The adolescent passage. Developmental Issues. International Universities Press Inc., New York, 1979 (Trad. It. L'adolescenza come fase di transizione. Aspetti e problemi del suo sviluppo, a cura di Giovanni Bollea, Armando Editore, Roma, 1988).
- Son and father. New York: The Free Press, 1985.